# Hieronymus Tragus
Hieronymus Tragus, también conocido por su nombre original en alemán Jerome Bock o como Hieronymus Bock (1498 - 21 de febrero de 1554) fue un botánico, médico y ministro luterano alemán.
Comenzó la transición de la botánica medieval a la científica moderna, disponiendo las plantas según su relación o semejanza. Su obra de 1546 Kreuterbuch o " herbario" fue ilustrada por el artista David Kandel. En el mundo del vino, Bock fue el primero en usar la palabra moderna Riesling en 1552 en que fue mencionado en su Neu Kreuterbuch. Los detalles de su vida son incompletos, particularmente respecto a su formación académica, son desconocidos.
En 1519 se inscribió en la Universidad de Heidelberg. Se casó con Eva Victor en 1523 y ejerció como maestro de escuela durante nueve años en Zweibrücken. En 1532 se convirtió en el médico del príncipe y custodio de la huerta del Palatinado en Zweibrücken, lo cual fuera posiblemente el origen de su interés botánico. En 1533 recibió un puesto de por vida como ministro luterano en la aldea próxima de Hornbach, donde permaneció hasta su muerte en 1554. La primera edición de su Kreuterbuch (literalmente libro de plantas) aparecido en 1539 sin ilustrar; su intención era describir las plantas alemanas, incluyendo sus nombres, características y aplicaciones médicas. En lugar de seguir a Dioscórides como era tradicional, desarrolló su propio sistema de clasificación de 700 plantas. Bock viajó, al parecer, extensamente por la región alemana observando las plantas, puesto que incluye observaciones ecológicas y corológicas.

## Obra
- Das Kreütter Buch, Darinn Underscheidt, Namen vnnd Würckung der Kreutter, Stauden, Hecken vnnd Beumen, sampt jhren Früchten, so inn Deutschen Landen wachsen Durch H. Hieronymum Bock auss langwiriger vnd gewisser erfarung beschrieben, publicó la primera edición en Estrasburgo 1539. En 1546 hubo una segunda edición (Digitalizada), con numerosas imágenes del ilustrador David Kandel

- Varias reimpresiones y otras ediciones revisadas del s. 17 publicadas y ediciones póstumas revisados por Melchior Sebizius, una circulación de 1577 (Digitalizada)

- Aparece la primera traducción latina de 1552. En la versión latina del libro de hierbas, la versión moderna de la Riesling se describió por primera vez a la vid

- El gran éxito de la obra se basa en las observaciones cuidadosas y descripciones de Bocks y sus años de experiencia como médico. Sus descripciones de las plantas son mucho más precisos y relevantes de todos los trabajos anteriores de la misma naturaleza, de su sistematización, sin embargo, sufren el intento de traer sus propias experiencias y observaciones con las obras tradicionales de científicos de la antigüedad en línea - un esfuerzo sin esperanza: su taxonomía todavía se hace referencia a las características de las plantas características vegetativas de las plantas y no a las flores

Más obras de la medicina popular que aparecen en lengua alemana:
- Bader-Ordnung, 1550, especie de manual para el bañista
- Teutsche Speißkammer oder was gesunden und kranken Menschen zur Leibesnahrung gegeben werden soll, 1540: no es un libro de cocina, pero en cierto sentido el primer consejero de la nutrición moderna

- Was sich der Mensch inn den vier zeiten durchs Jar/ vnnd fu:erter auch allen vnnd jeden Monat inn sonderheit halten soll/ Auß dem fu:enfften vnnd neuntzehenden capitel Sorani deß Ephesiers gezogen lautet der Titel einer kleinen Schrift von Bock, die von Johann Dryander erstmals 1557 veröffentlicht wurde in seinem Buch New Artznei und Practicierbüchlin zu allen Leibs gebrechen und Kranckheyten, getruckt zu Franckfort am Myen bei Christian Egenolffs Erben.[6]

- Sein einziges theologisches Werk ist der (nur handschriftlich erhaltene) Sendbrief an die Gemeinde in Hornbach, in dem Bock seine ehemaligen Gemeindeglieder aus dem Saarbrücker Exil mahnt, fest an der einmal erkannten Wahrheit der lutherischen Lehre zu bleiben trotz aller Rekatholisierungsbemühungen des Abtes. Der Brief ist, im typischen Kontroversstil der Zeit gehalten, ein lebendiges Beispiel für das seelsorgerliche Bemühen Bocks. In einer an Martin Luther erinnernden Sprache, am paulinischen Briefstil geschult (und auch mit zahllosen in den Text eingeflossenen biblischen Wendungen) legt Bock vor allem die beiden reformatorischen Grundeinsichten des „solus Christus“ und des „sola fide“ aus gegen die von der lutherischen Theologie des 16. Jahrhunderts angeprangerten Missstände des vortridentinischen Katholizismus: Werkgerechtigkeit, Heiligen- und Messwesen. Der dritte Grundpfeiler der lutherischen Lehre, das „sola scriptura“, wird von Bock zwar ebenfalls kurz angeführt, aber nicht im vergleichbaren Maße erörtert.

## Honores

### Eponimia
- Charles Plumier le dedicó un género de euforbiáceas, Tragia

- Albrecht von Haller el género de poáceas Tragus.[7]

- La abreviatura «H.Bock» se emplea para indicar a Hieronymus Tragus como autoridad en la descripción y clasificación científica de los vegetales.[8]